# Menino Jesus, que é da Vossa camisinha?
"Menino Jesus, que é da Vossa camisinha?" é um romance tradicional português com o tema da adoração do Menino Jesus. Forma, por essa razão, parte de várias canções de Natal.

## Variantes
Das adaptações musicais do romance destacam-se fundamentalmente duas. A primeira, Menino Jesus, que é da Vossa camisinha?, foi coligida e harmonizada pelo musicólogo português Mário de Sampayo Ribeiro, cantada em Lisboa por um homem descendente de pai madeirense e mãe galaico-portuguesa. Desta forma, existe alguma incerteza quanto à associação desta canção de Natal com uma região de origem. O mesmo musicólogo, após ter estudado a melodia, conclui que se trataria de uma composição tipicamente alentejana.
A segunda adaptação, Ah, meu Menino Jesus é proveniente da ilha da Madeira, tendo sido harmonizada em 1974 por Jorge Croner de Vasconcelos para a sua obra Oito Cantos do Natal.

## Letra

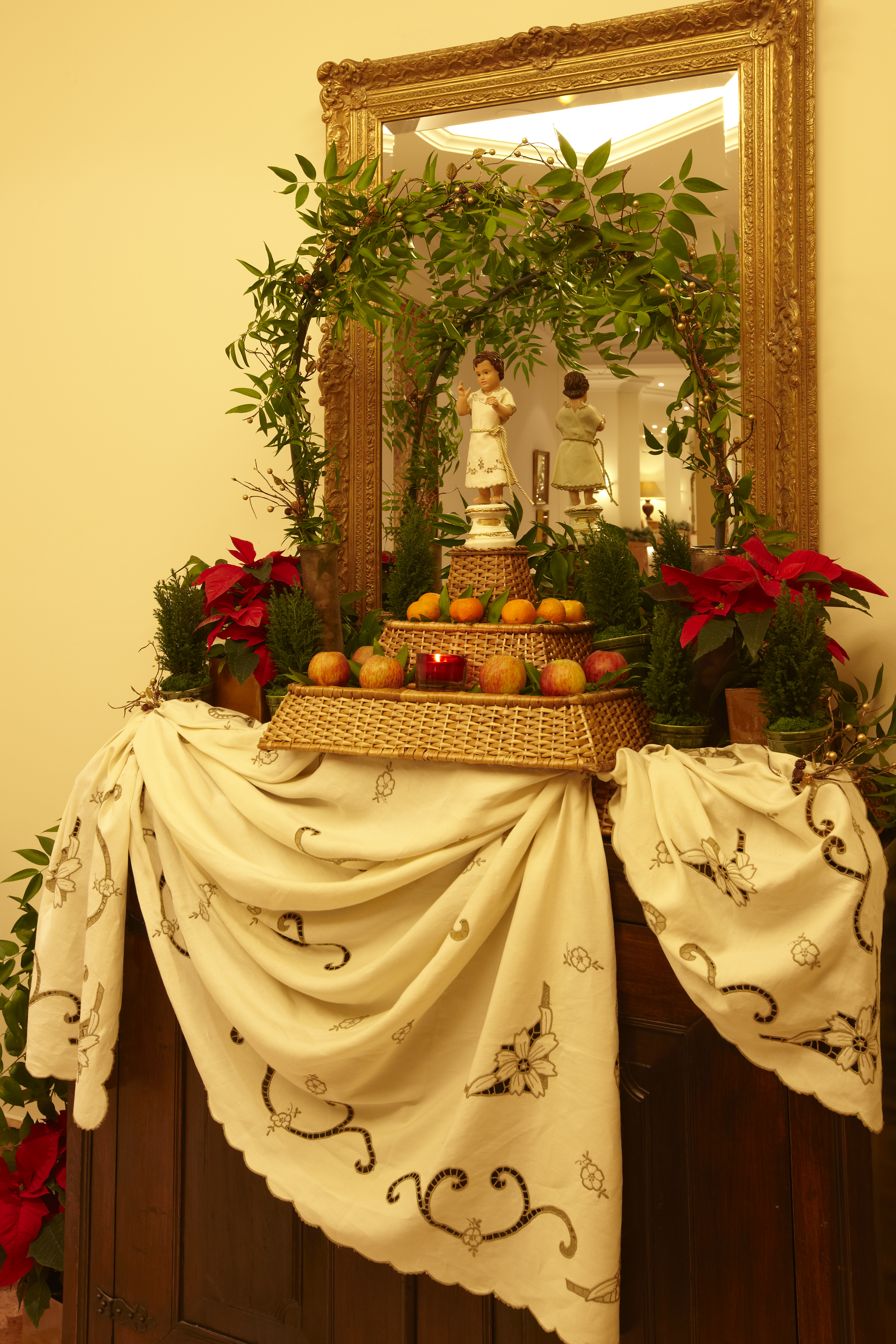
Um presépio tradicional madeirense.

A letra segue uma estrutura paralelísitica em que existe um diálogo entre um inquiridor que vai perguntando ao Menino Jesus onde ficaram vários dos Seus pertences. Este responde, talvez usando uma certa ironia, dizendo os locais onde os deixou. A versão do Alentejo é bastante diferente, principalmente por desenvolver uma narrativa em que o Menino é questionado sobre a proveniência dos bens que ainda possui.
| Versão da Madeira | Versão do Alentejo |
| --- | --- |
| Ah, meu Menino Jesus, qu'é da Vossa camisinha? Lá me ficou na ribeira em cima duma pedrinha. Ah, meu Menino Jesus, qu'é do Vosso vestidinho? Lá me ficou na ribeira em cima dum barranquinho. Ah, meu Menino Jesus, qu'é dos Vossos sapatinhos? Deixei-os na ribeira onde lavei os pezinhos. Ah, meu Menino Jesus, qu'é do Vosso saiozinho? Lá me ficou na ribeira em cima dum silvadinho. Ah, meu Menino Jesus, qu'é da Vossa roupa bela? Lá me ficou na ribeira na giguinha da barrela. Ah, meu Menino Jesus, qu'é do Vosso anel d'ouro? Lá me ficou na ribeira em cima dum lavadouro. | Menino Jesus, qu'é da Vossa camisinha? Ficou em Belém, em cima de uma pedrinha. Menino Jesus, quem Vos deu o camisote? Foi minha avó Sant'Ana, dia de Natal por dote. Menino Jesus, quem Vos deu o fato verde? Foi uma moça solteira por uma doença que teve. Menino Jesus quem Vos deu essa boleta? Foi minha avó Sant'Ana que a tinha numa gaveta. |

## Discografia

### Versão do Alentejo
- 2011 — Canções de Natal Portuguesas. Coro Gulbenkian. Trem Azul. Faixa 19: "Menino Jesus, que é da vossa camisinha?".[5]